# 郭峪村
35°30′38″N 112°34′22″E / 35.51056°N 112.57278°E
郭峪村位于中国山西省阳城县北留镇，2008年被列为第四批中国历史文化名村。郭峪村古建筑群于2006年被列为第六批全国重点文物保护单位。郭峪村与同为中国历史文化名村的皇城村仅一河之隔，而与上庄村仅一山之隔，直线距离约2千米。
郭峪古称郭谷，建村不晚于隋，至明代已形成集镇，颇为繁荣。明崇祯八年（1635年）修建城墙，平均高12米，宽5.3米，周长1400米，城内面积17.9万平方米，辟有东、北、西三座城门，东南及西南各有水门一座。城内主要建筑有豫楼、汤帝庙和四十多幢明清民宅。豫楼位于城中，面阔15米，进深7.7米，七层，高33.3米，顶层为单檐歇山顶。汤帝庙始建于元至正年间，重修于明万历年间，正殿面阔九间，进深六椽。